# Dulce Maria da Cruz
Dulce Maria da Cruz, Kampfname Wewe, war eine osttimoresische Unabhängigkeitsaktivistin der FRETILIN.
Wie ihr Mann Vicente dos Reis (Sa'he) war sie eine der Studenten im Casa dos Timores in Lissabon, einem Zentrum marxistisch-leninistischer Timoresen und nach ihrer Rückkehr nach Portugiesisch-Timor Ende 1974 Mitglied des Zentralkomitees der FRETILIN (CCF). Cruz war zudem politische Assistentin in der Partei. Als ausgebildete Grundschullehrerin arbeitete sie mit der portugiesischen Kolonialregierung zusammen, um das Bildungssystem für ein unabhängiges Osttimor vorzubereiten. Dafür vertrat sie die FRETILIN in der Grupo Coordenador para a Reformulação do Ensino em Timor (GCRET, deutsch Koordinierungsgruppe für die Reform des Unterrichts in Timor).
Im Bürgerkrieg im August 1975 gegen die UDT geriet Cruz in Bucoli in Gefangenschaft und wurde von der UDT in der Pousada de Baucau gefangen gehalten.
Während der indonesischen Besatzung Osttimors (1975–1999) kam sie im Kampf um die Unabhängigkeit ums Leben.
2006 erhielt Cruz posthum den Ordem de Dom Boaventura.